# Гонтен
Гонтен (нім. Gonten) — округ (громада) в Швейцарії в кантоні Аппенцелль-Іннерроден.

## Географія
Громада розташована на відстані близько 150 км на схід від Берна, 5 км на захід від Аппенцелля.
Гонтен має площу 24,7 км², з яких на 6,1 % дозволяється будівництво (житлове та будівництво доріг), 59,2 % використовуються в сільськогосподарських цілях, 32,6 % зайнято лісами, 2,1 % не є продуктивними (річки, льодовики або гори).

## Демографія
2019 року в громаді мешкало 1445 осіб (-0,1 % порівняно з 2010 роком), іноземців було 4,6 %. Густота населення становила 58 осіб/км².
За віковим діапазоном населення розподілялося таким чином: 23,3 % — особи молодші 20 років, 54 % — особи у віці 20—64 років, 22,6 % — особи у віці 65 років та старші. Було 546 помешкань (у середньому 2,5 особи в помешканні).
Із загальної кількості 753 працюючих 205 було зайнятих в первинному секторі, 198 — в обробній промисловості, 350 — в галузі послуг.